# أوتو تيمان
هاينريش أندرياس أوتو تيمان (12 فبراير 1890 - 20 أبريل 1952) كان جنرالًا ألمانيًا خلال الحرب العالمية الثانية قاد عدة فرق. وقد حصل على وسام الفارس الصليبي الحديدي.

## الترقيات
- 3. أو 8.3.1908 فاننيونكر
- 1909/08/17ملازم براءات الاختراع فوم 1907/08/17
- 1915/01/27 ملازم أول
- 28.12.1916 هاوبتمان
  - 1.2.1922 neues Rangdienstalter (RDA) vom 28.12.1916 erhalten
- 1.2.1930 ميجور ميت RDA فوم 01.02.1928
- 1932/01/04 أوبرسلوبمينت
- 1.6.1934 أوبرست
- 1937/01/10 جنرال مايجور
- 1.10.1939 جينيرال لوتنانت
- 1.5.1944 الجنرال دير بيونير

## الجوائز
- الصليب الحديدي (1914) الدرجة الثانية والدرجة الأولى
- شارة الجرح (1918) باللون الأسود
- صليب الشرف في الحرب العالمية 1914/1918 بالسيوف
- وسام الفيرماخت للخدمة الطويلة، من الدرجة الرابعة إلى الدرجة الأولى
- الصليب الحديدي (1939) الدرجة الثانية والدرجة الأولى
- ميدالية الجبهة الشرقية (26 يوليو 1942)
- الصليب الألماني الذهبي (19 ديسمبر 1941)
- وسام الفارس الصليبي الحديدي في 28 أبريل 1943 كجينيرال لوتنانتوقائد فرقة المشاة 93 [1]

### اقتباسات
1. ↑  Fellgiebel 2000, p. 343.

### قائمة المراجع
- Fellgiebel, Walther-Peer (2000) [1986]. Die Träger des Ritterkreuzes des Eisernen Kreuzes 1939–1945 — Die Inhaber der höchsten Auszeichnung des Zweiten Weltkrieges aller Wehrmachtteile [The Bearers of the Knight's Cross of the Iron Cross 1939–1945 — The Owners of the Highest Award of the Second World War of all Wehrmacht Branches] (بالألمانية). Friedberg, Germany: Podzun-Pallas. ISBN:978-3-7909-0284-6.

| مناصب عسكرية    | مناصب عسكرية                | مناصب عسكرية    |
| --------------- | --------------------------- | --------------- |
| سبقه {{{سبقه}}} | {{{العنوان}}} {{{الأعوام}}} | تبعه {{{تبعه}}} |
| سبقه {{{سبقه}}} | {{{العنوان}}} {{{الأعوام}}} | تبعه {{{تبعه}}} |
| سبقه {{{سبقه}}} | {{{العنوان}}} {{{الأعوام}}} | تبعه {{{تبعه}}} |
| سبقه {{{سبقه}}} | {{{العنوان}}} {{{الأعوام}}} | تبعه {{{تبعه}}} |